# Lusternik-Schnirelmann-Kategorie
In der Mathematik, ist die Lusternik–Schnirelmann-Kategorie (oder LS-Kategorie) eines topologischen Raumes {\displaystyle X} eine homotopieinvariante natürliche Zahl (also keine Kategorie in mathematischem Sinne), also identisch für homotopieäquivalente (und daher insbesondere homöomorphe) Räume. Sie kann daher dafür benutzt werden, um zu untersuchen, ob topologische Räume homotopieäquivalent sind.

## Definition
Die Lusternik–Schnirelmann-Kategorie eines topologischen Raumes {\displaystyle X}  ist die kleinste natürliche Zahl {\displaystyle k}, für die:
- eine offene Überdeckung {\displaystyle (U_{i})_{i=1}^{k}}von  {\displaystyle X} existiert,
- für jedes {\displaystyle i=1,\ldots ,k} die Inklusion {\displaystyle U_{i}\hookrightarrow X} nullhomotop ist.

## Lemmata
- Ein topologischer Raum {\displaystyle X} ist genau dann zusammenziehbar, wenn für dessen Lusternik–Schnirelmann-Kategorie {\displaystyle \operatorname {cat} (X)=1} gilt.
- Die Lusternik–Schnirelmann-Kategorie hängt mit der topologischen Komplexität zusammen über[1]:
{\displaystyle \operatorname {cat} (X)\leq \operatorname {TC} (X)\leq 2\operatorname {cat} (X)-1}
- Für wegzusammenhängende und parakompakte topologische Räume gilt:[2]
{\displaystyle \operatorname {cat} (X\times Y)\leq \operatorname {cat} (X)+\operatorname {cat} (Y)}

## Beispiele
- Es gilt {\displaystyle \operatorname {cat} (\mathbb {R} P^{2})=2}, {\displaystyle \operatorname {cat} (\mathbb {C} P^{2})=\operatorname {cat} ({\overline {\mathbb {C} P^{2}}})=2} und {\displaystyle \operatorname {cat} (S^{2}\times S^{2})=2}.[3]
- Die Lusternik–Schnirelmann-Kategorie der Sphäre {\displaystyle S^{n}} ist {\displaystyle \operatorname {cat} (S^{n})=2}, da diese von einer zusammenziehbaren Nord- und Südhalbkugel überdeckt wird. Da das Möbiusband homotopieäquivalent zu {\displaystyle S^{1}} ist, hat dieses ebenfalls die Lusternik–Schnirelmann-Kategorie {\displaystyle 2}.

## Referenzen
- Ralph H. Fox: On the Lusternik-Schnirelmann category. In: Annals of Mathematics. Band 42, 1941, S. 333–370.
- Floris Takens: The minimal number of critical points of a function on compact manifolds and the Lusternik-Schnirelmann category. In: Inventiones Mathematicae. Band 6, 1968, S. 197–244.
- Tudor Ganea: Some problems on numerical homotopy invariants, Lecture Notes in Math. 249 (Springer, Berlin, 1971), S. 13, 2013; 22
- Ioan James: On category, in the sense of Lusternik-Schnirelmann. In: Topology. Band 17, 1978, S. 13331–348, doi:10.1016/0040-9383(78)90002-2.
- Mónica Clapp, Dieter Puppe: Invariants of the Lusternik-Schnirelmann type and the topology of critical sets. In: Transactions of the American Mathematical Society. Band 298, Nummer 2, 1986, S. 603–620.
- Octav Cornea, Gregory Lupton, John Oprea, Daniel Tanré: Lusternik-Schnirelmann category. Mathematical Surveys and Monographs, 103. American Mathematical Society, Providence, RI, 2003